# Nasal konsonant
Nasaler är samlingsnamnet på konsonanter som produceras genom att vägen till näshålan öppnas. Nasaler är av naturen nästan alltid tonande, men det finns språk där tonlösa nasaler såsom [m̥], [n̥] och [ŋ̊] etc. förekommer. Nasaler är relativt klangrika och kan därför ibland fungera som stavelsekärnor, bland annat i japanskan.

## Nasaler i svenskan
I svenskan används allmänt tre nasaler; [m], [n] och [ŋ]:
- bilabial: [m].  Såsom m:et i "min pappa".
- alveolar: [n]. Såsom n:et i "nål".
- velar: [ŋ]. Såsom n:et i "min katt".

Men genom koartikulation uppstår åtminstone ett par till, varav den retroflexa bara används i rikssvenskan och de flesta svenska dialekter med tungspets-r (finlandssvenskan undantagen):
- retroflex: [ɳ]. Såsom n:et i "en sked".
- labiodental: [ɱ]. Såsom n:et i "en fisk", eller m:et i "emfas" och "komfort".
- palatal: [ɲ] Såsom n:et i "min kjol". Denna nasal är ovanlig i rikssvenskan.